# Ridha Béhi
Ridha Béhi (arabe : رضا الباهي), né le 7 août 1947 à Kairouan, est un réalisateur et producteur tunisien.

## Biographie
Il poursuit des études de sociologie et obtient une maîtrise en 1973 à la faculté de Nanterre puis un doctorat à l'École pratique des hautes études en 1977, avec une thèse intitulée Le cinéma et la société en Tunisie dans les années 60 sous la direction de Marc Ferro. Assistant à la télévision tunisienne, il écrit les scénarios de trois courts métrages entre 1964 et 1967 puis réalise en 1967 son premier court métrage, La Femme statue, dans le cadre de la Fédération tunisienne des cinéastes amateurs.
Ses deux premiers longs métrages, Soleil des hyènes (1977) et Les Anges (1984) sont sélectionnés à la Quinzaine des réalisateurs du Festival de Cannes, respectivement en 1977 et 1985. Les hirondelles ne meurent pas à Jérusalem obtient le prix de la critique internationale aux Journées cinématographiques de Carthage en 1994,. La Boîte magique (2002) est sélectionné à la Mostra de Venise, ce dernier obtenant le prix spécial du jury aux Journées cinématographiques de Carthage, ainsi qu'une mention spéciale du jury au 22e Festival international du film d'Amiens,.
Le tournage de son long métrage de fiction, intitulé au départ Brando and Brando, est interrompu par le décès de Marlon Brando. Le film est finalement réalisé en 2011 sous le titre de Always Brando (en) et figure dans la sélection officielle du Festival international du film de Toronto.
Ridha Béhi a également réalisé une douzaine de documentaires dans les pays du Golfe entre 1979 et 1983 et une série pour la chaîne Al Jazeera, intitulée Portraits de cinéastes, entre 2006 et 2008. Parallèlement, il distribue entre 1977 et 1980, des films en France dont Ceddo d'Ousmane Sembène et Alexandrie pourquoi ? de Youssef Chahine.
Enseignant à l'École supérieure de l'audiovisuel et du cinéma de Gammarth, il dirige divers ateliers d'écriture à travers le monde, dont Méditalents qu'il préside au Maroc en 2012.

## Distinctions et reconnaissances
- Hommage du Festival du cinéma méditerranéen de Tétouan (Maroc, 2013)[7] ;
- Officier (2004)[8] puis grand officier de l'Ordre national du Mérite (Tunisie, 2016)[9] ;
- « Grand Prix Hommage » des Journées cinématographiques de Carthage (Tunisie, 2017)[10] ;
- Prix du meilleur réalisateur au Festival international du cinéma des pays méditerranéens d'Alexandrie (Égypte, 2017)[11] ;
- Lauréat du prix du public au Festival international du film de Mons (Belgique, 2017)[12].

Il est régulièrement membre ou président de jurys dans le monde arabe :
- 2008 : membre du jury (vidéo) des Journées cinématographiques de Carthage[13] ;
- 2014 : membre du jury (longs métrages de fiction) du Festival du film africain de Louxor[14] ;
- 2018 : membre du grand jury des Journées cinématographiques de Carthage[15] ;
- 2019 : membre du jury du Festival du film arabe de Malmö (en) (Suède)[16].

## Filmographie
- 1967 : La Femme statue (court métrage)
- 1972 : Seuils interdits
- 1977 : Soleil des hyènes[17]
- 1984 : Les Anges
- 1986 : Champagne amer
- 1994 : Les hirondelles ne meurent pas à Jérusalem
- 2002 : La Boîte magique[18]
- 2011 : Always Brando (en)[19]
- 2016 : Fleur d'Alep[20]
- 2022 : L'Île du pardon[21]